# Neopromachus zernyi
Neopromachus zernyi är en insektsart som beskrevs av Günther 1929. Neopromachus zernyi ingår i släktet Neopromachus och familjen Phasmatidae. Inga underarter finns listade i Catalogue of Life.